# Deni Hočko
Deni Hočko (in serbo Дени Хочко?; Cettigne, 22 aprile 1994) è un calciatore montenegrino, centrocampista del Karmiōtissa.

## Palmarès

### Club

#### Competizioni nazionali
- Campionato montenegrino: 1

Budućnost: 2016-2017